# 후쿠오카촌 (오카야마현 구메군)
후쿠오카촌(福岡村)은 오카야마현 구메군에 있던 촌이다. 현재의 쓰야마시 오타니, 아게타, 아시부치, 가나야, 고진야, 쇼와정 1정목・2정목, 다네, 미나미정 1정목, 야이테, 요코야마에 해당한다.
여기에서는 후쿠오카촌을 전신으로 하는 현재의 쓰야마시 후쿠오카 지구, 후쿠난 지구에 대해서도 다룬다

## 역사
- 1889년 6월 1일 - 정촌제 시행에 수반해 구메난조군 후쿠오카촌이 성립하였다.
- 1900년 4월 1일 - 구메난조군, 기타난조군이 합병해 구메군이 되었다.
- 1929년 2월 11일 - 도마타군 쓰야마정, 쓰야마히가시정, 인노쇼촌, 니시토마다촌과 합병・시 승격에 의해 쓰야마시가 되었다.

## 교통

### 철도
- 철도성
  - 쓰야마선

### 도로
- 국도 제53호선 (국도 제179호선, 국도 제429호선과 중복 구간))

## 참고문헌
- 和泉橋警察署 『新旧対照市町村一覧』第2冊（東京：加藤孫次郎, 1889（明22））
- 地名編纂委員会 『角川日本地名大辞典33 岡山県』（角川学芸出版, 1989, ISBN 4040013301）